# 比拉达马特
比拉达马特，是西班牙加泰罗尼亚赫罗纳省的一个市镇。总面积11平方公里，总人口385人（2001年），人口密度35人/平方公里。